# NBA MVP
MVP je angleška kratica za most valuble player - najbolj koristen igralec, ki se uporablja v ameriški košarkarski ligi NBA. 
MVP je tisti košarkar, ki je najbolj koristil svoji ekipi. Za košarkarje je to najprestižnejši naslov v ligi NBA. Največkrat izbrani MVP v zgodovini lige je do danes Kareem Abdul-Jabbar, ki ga je osvojil šestkrat, za petami pa sta mu Michael Jordan in Bill Russel s petimi, ostali, ki so ga osvojili več kot enkrat, pa so: Wilt Chamberlain s štirimi, Larry Bird, Moses Malone, Magic Johnson in Nikola Jokić vsak s po tremi, ter Bob Petit, Steve Nash, Tim Duncan in Karl Malone z dvema. Zadnji zmagovalec je Kobe Bryant ki je izenačen s Karlom Malonom za rekord za največ sezon igranja v ligi NBA pred osvojitvijo nagrade MVP, in sicer je v NBA igral kar 12 sezon preden ga je doletela ta čast.